# Sor-i-Szoktha
Sor-i-Szoktha (Shahr-e Sukhteh, perzsa nyelven: شهر سوخته) régészeti lelőhely Afganisztán és Pakisztán határának közelében Szisztán és Balochisztán tartományban, Iránban. Félúton helyezkedik el Zábul és Záhedán városai között az ókori Turánban. A hely egy sós sztyeppében található - a folyó partján, a galériás erdőnél. Sor-i-Szokthát 2014 júniusában felvették az UNESCO világörökség helyszínei közé.

## Története

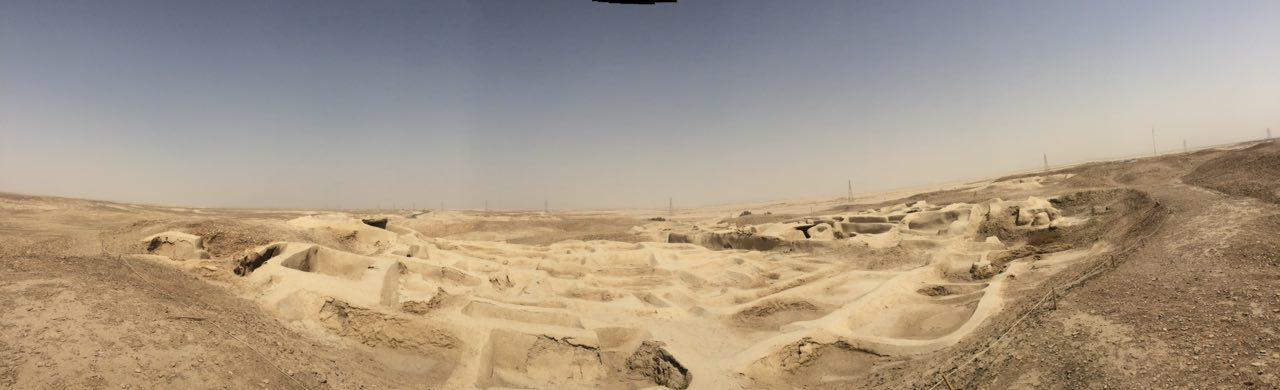
A régészeti helyszín látképe

Sor-i-Szoktha mellett 1969-ben olasz régészek ásták ki az i. e. 3. évezredből való romvárost, mely a maga idejében Ázsia egyik nagyvárosa, jelentős kultúrközpontja lehetett.
A feltárt várost több mint 300 hektárnyi területűnek tartják, és környezetében további 40 várost is azonosítottak a műholdas felvételek alapján.
A város négy építési periódusra oszlik, és összesen három alkalommal égett le:
- I. időszak: i. e. 3200-2800-ig, 10-20 ha-on
- II. időszak: i. e. 2800-2500-ig, 45 ha
- III. időszak: i. e. 2500-2300-ig 100 ha
- IV. időszak: i. e. 2300-2100-ig.

Az I. szakasz csak mély vágásokból ismeretes.Sor-i-Szoktha  abban az időben kapcsolatban volt Elammal (egy proto-elámita ékírásos táblát találtak) dél Türkmenisztánban). A II. időszakban, a településen különböző nagyban végzett kézműves munka nyomait, mint például gyöngyök gyártása féldrágakövekből, valamint kosárfonást, szövést és gyapjú feldolgozást lehetett kimutatni. A III. Szakasz a település erőteljes bővülését és a társadalmi megkülönböztetés bizonyítékát mutatja. Importál terámia, többek között Mundigakból (Afganisztán) és a Quetta völgyből Pakisztánban. Pusztulása után i. e. 2100 körül település nagyrészt elhagyott.

## Leletek
A leletek legnagyobb része 2700-2300 éves kor között volt.  
A leletek között feldolgozott mesterséges kövek alabástrom és homokkő is megtalálható volt, amely már akkor meglévő komplex kereskedelmi hálózatra utal. Lapis lazuli-t, mely egy kék ásványi anyag is, találtak, nyersanyag formájában, félkész alkatrészekként és vágott gyöngyöket. A leletek közé tartozott egy berendezés kőmegmunkáláshoz: több mint 200 fúró és 50 pengéből készült kovakő, zúzó, egy kalapács, és több simább jáspis is előkerült. A leletek I. e. 2600 és 2400 közöttiek voltak. Az importált ásvány, a lapis lazuli  Badachschan-ból, a 2000 km-es távolságban levő északkeleti tartományából érkezett.
A legrégebbi ismert szemprotézist, mesterséges szemgolyót is találtak itt a régészek.  A sír egy 25-30 éves nőé volt, ami kátrány és állati zsírból készült anyag keveréke. A terület nagy sótartalma miatt még a szerves maradványok is fennmaradtak.
Voltak finom textíliák valószínűleg helyi eredetű lenből (igazolása az itt talált lenmag), kenderből), ami Dél-Ázsiából való és jutát (Corchorus), amelyek a kiterjedt kereskedelmi kapcsolatokat dokumentálják.

## Leletek a helyszínről és a múzeumok anyagából

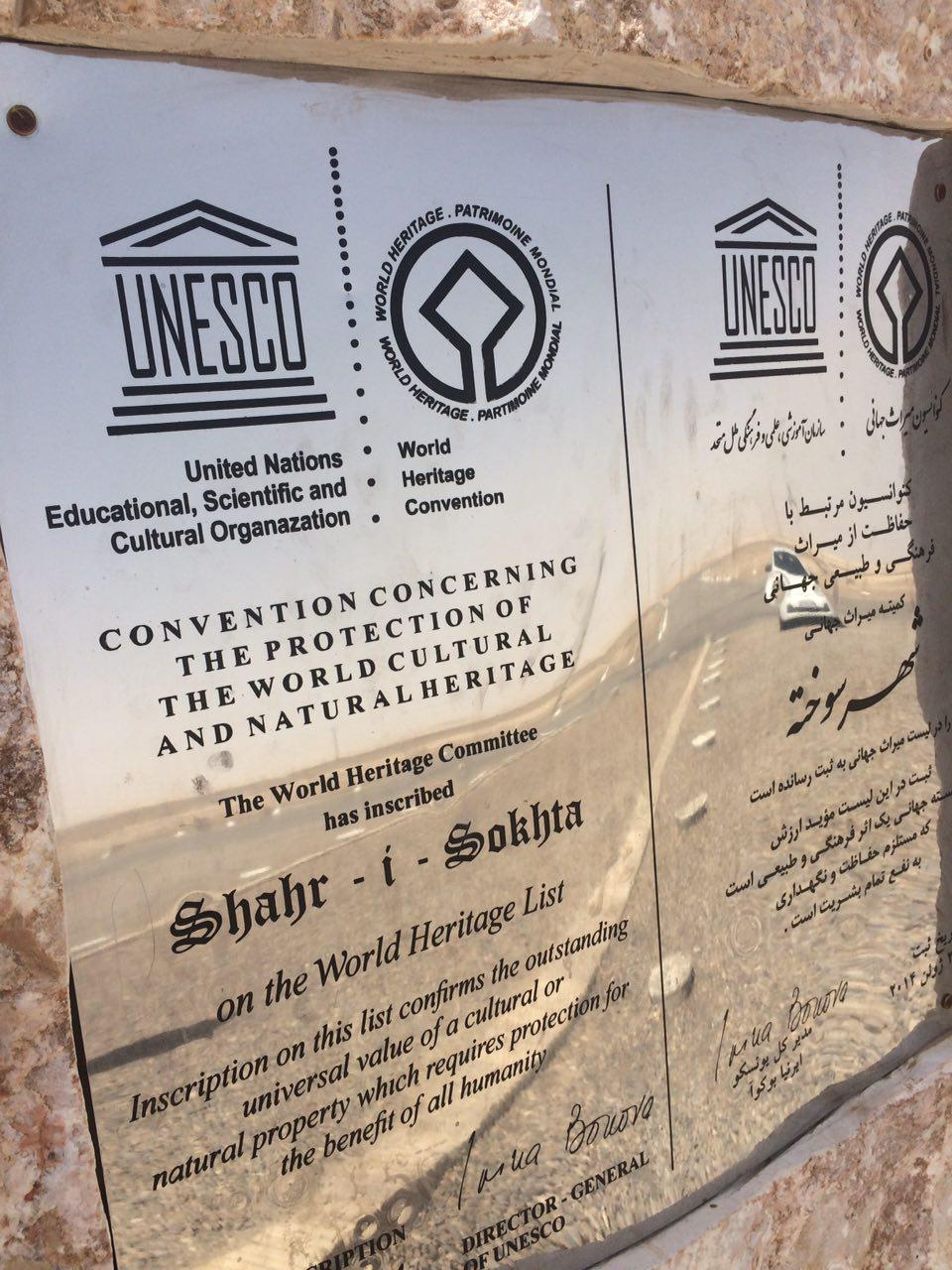
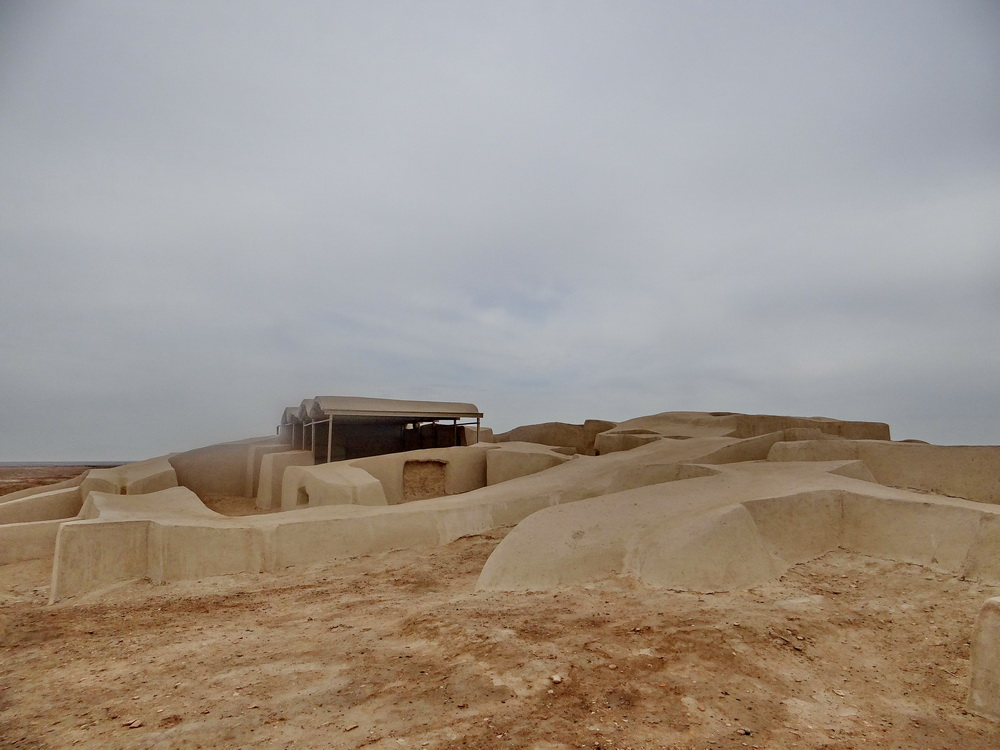
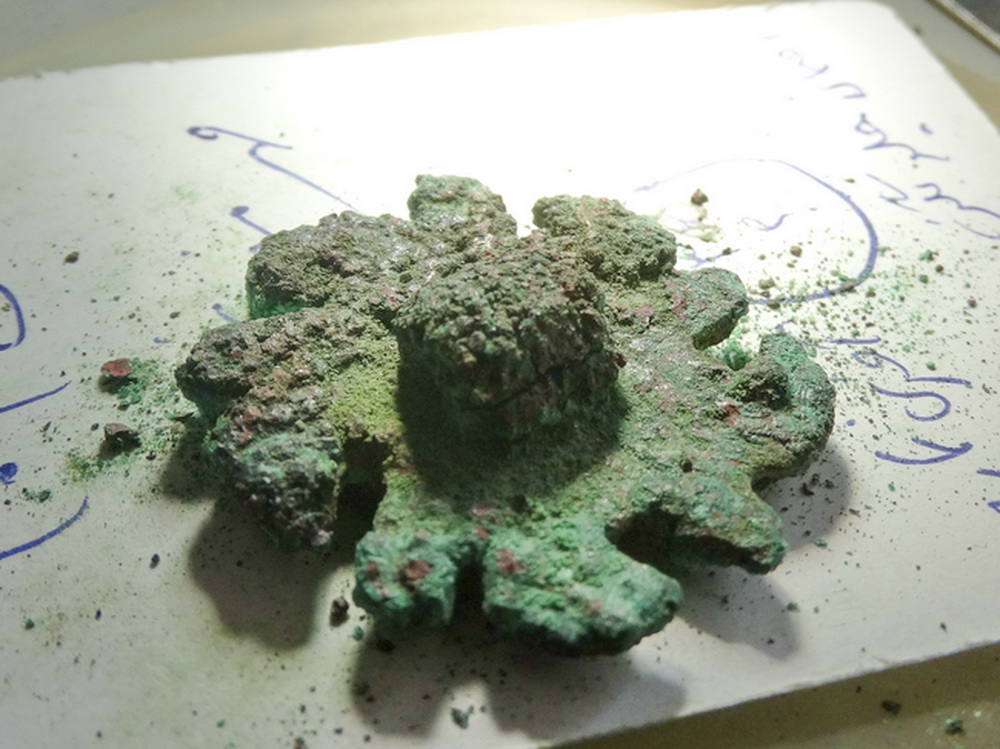
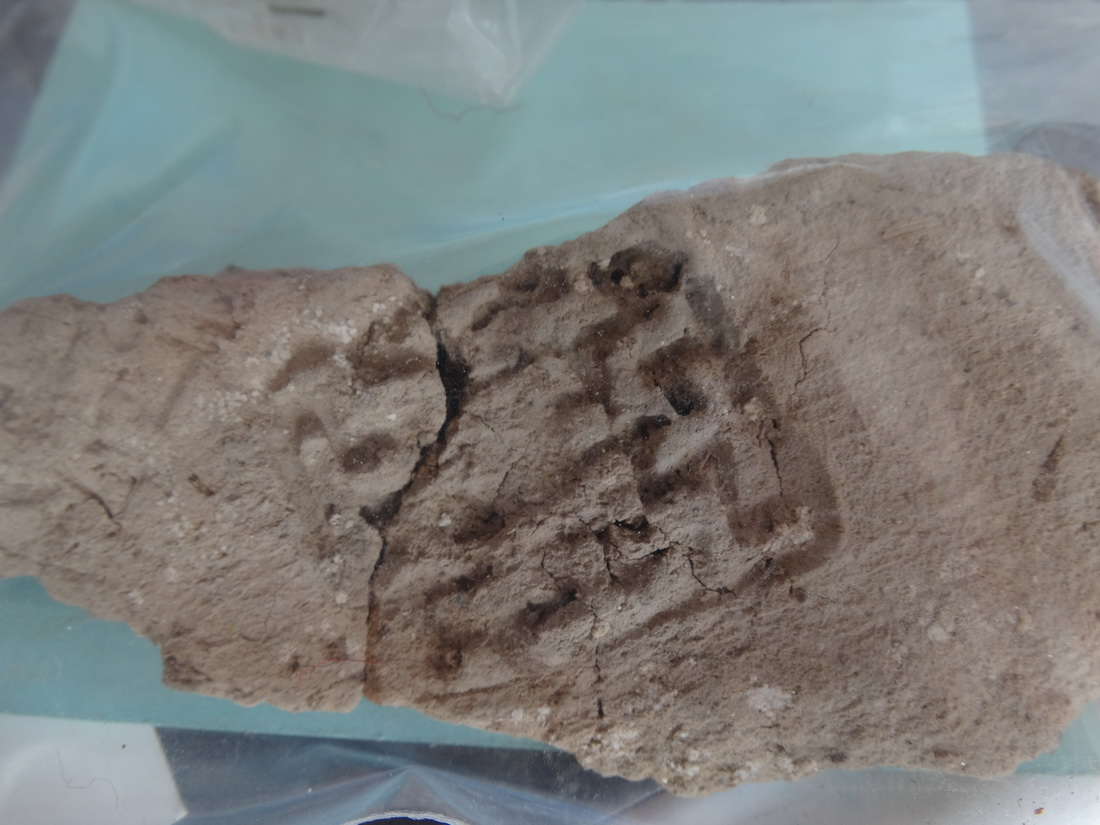
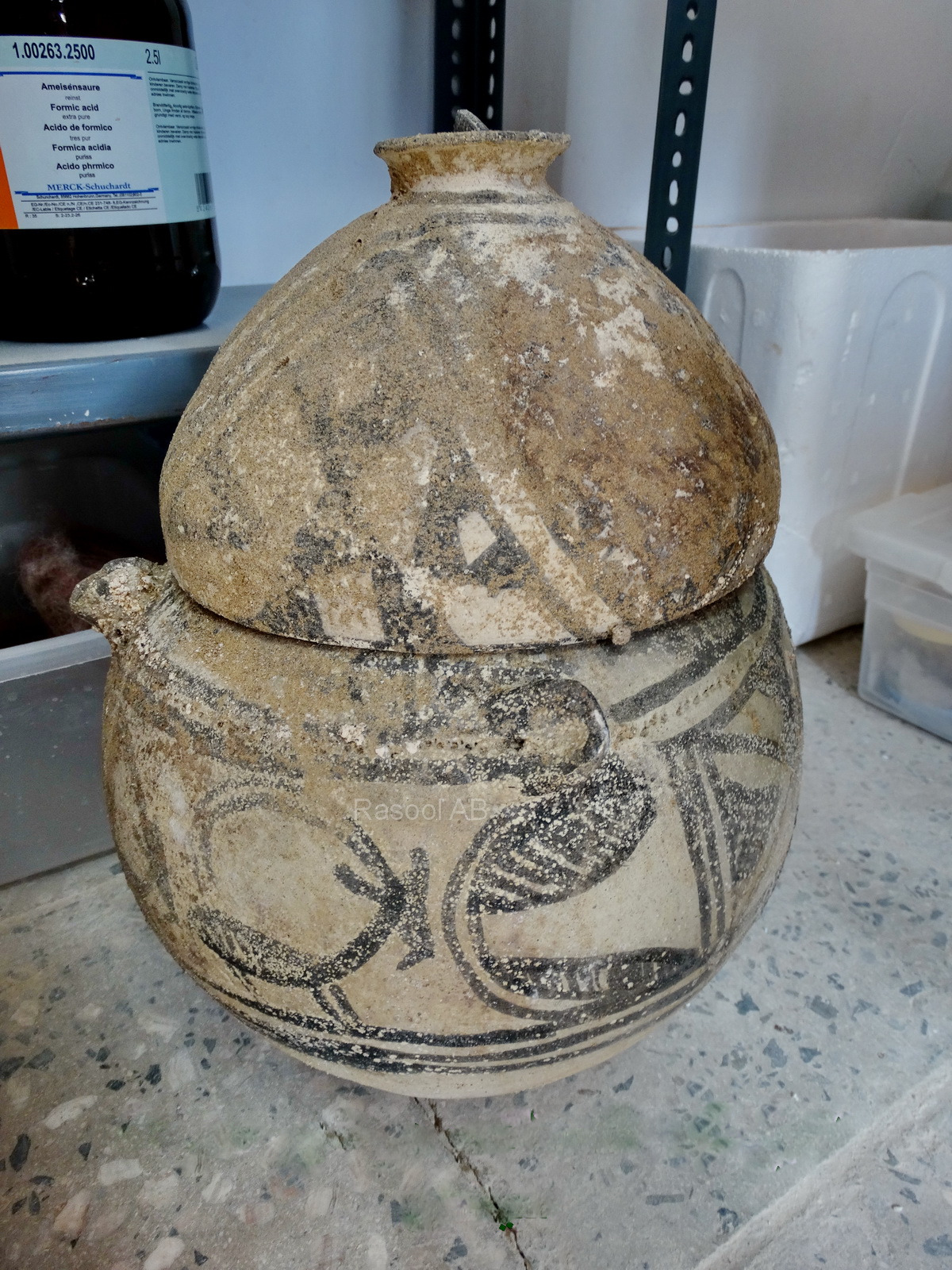
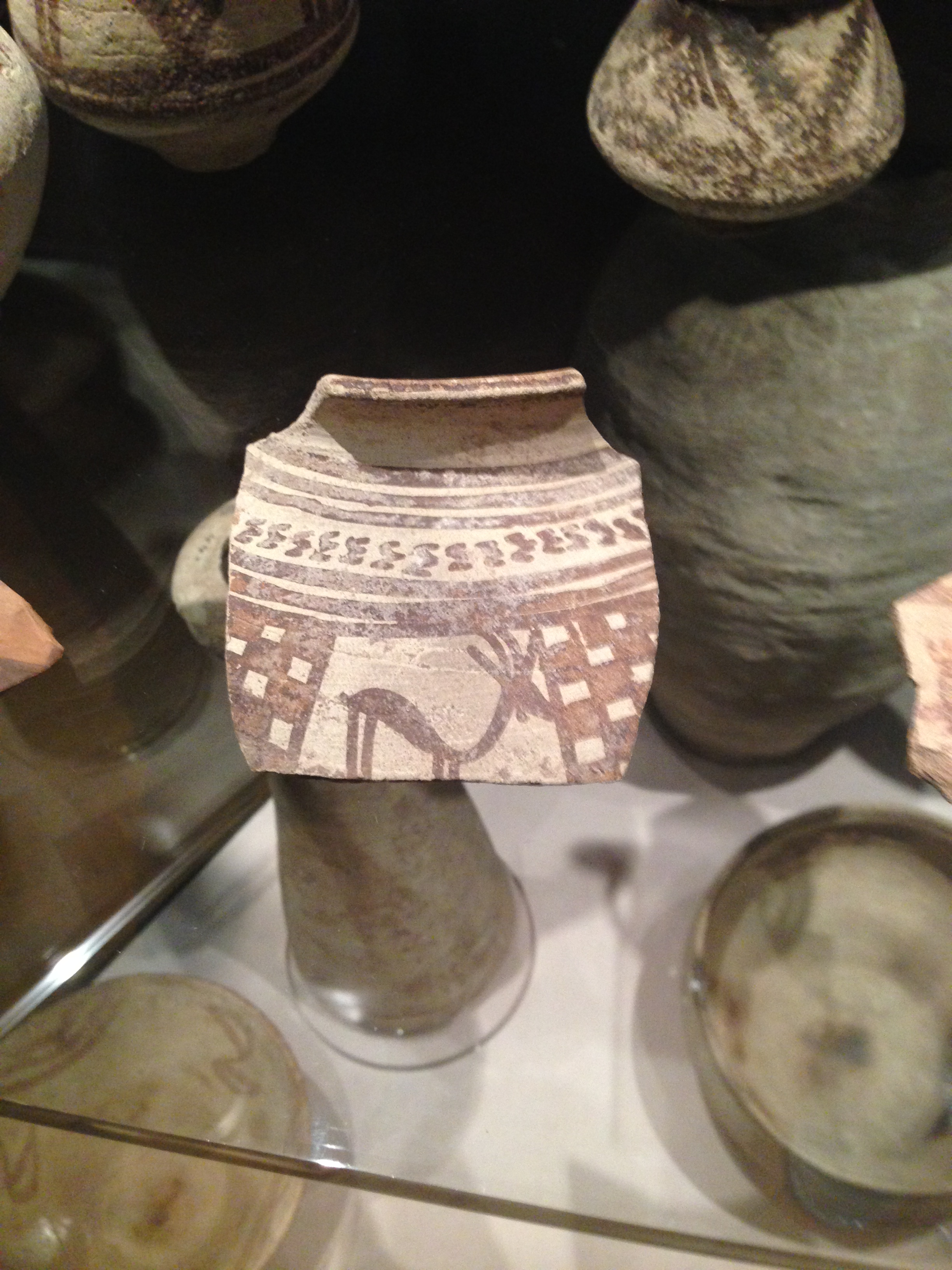
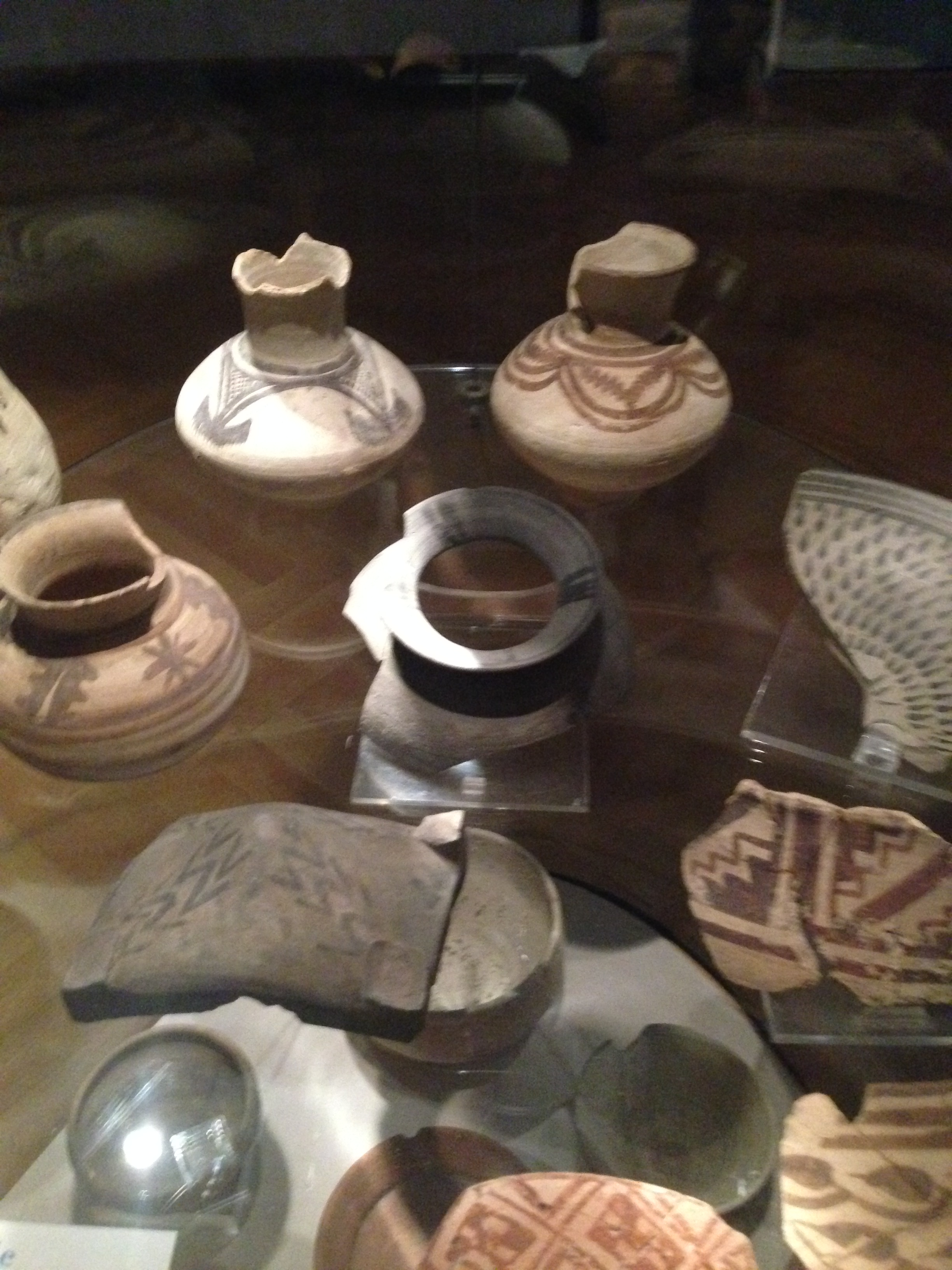
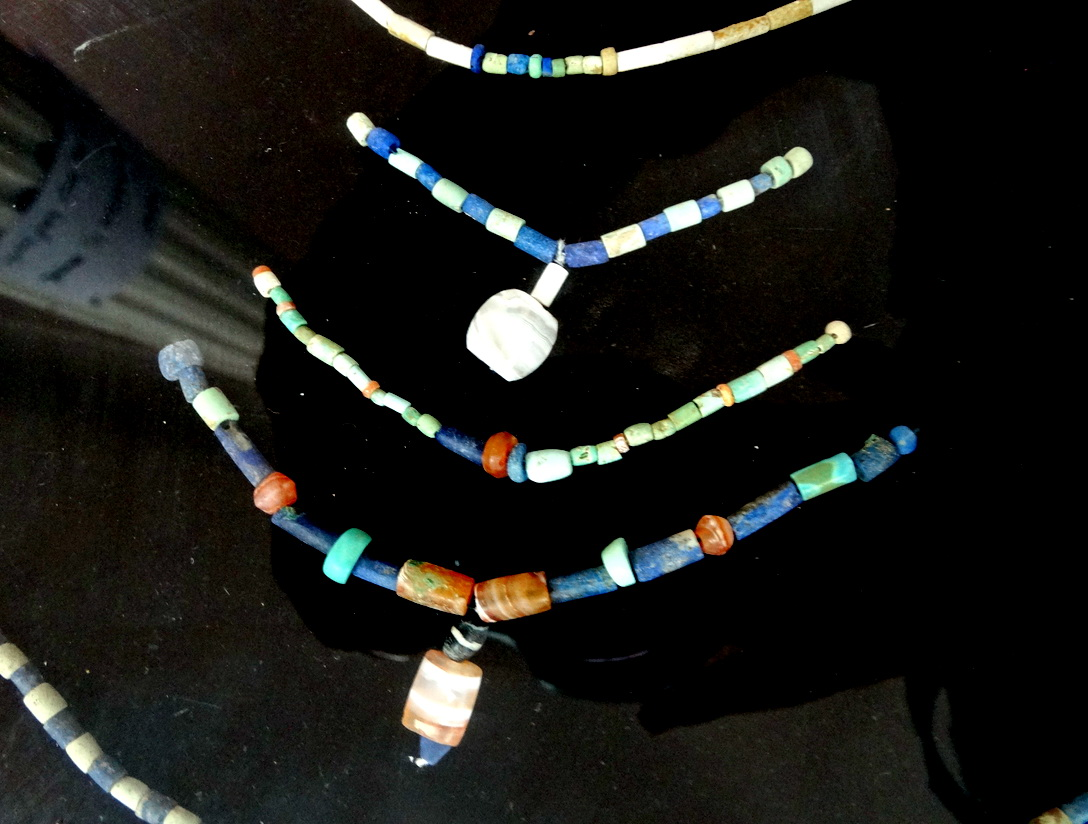
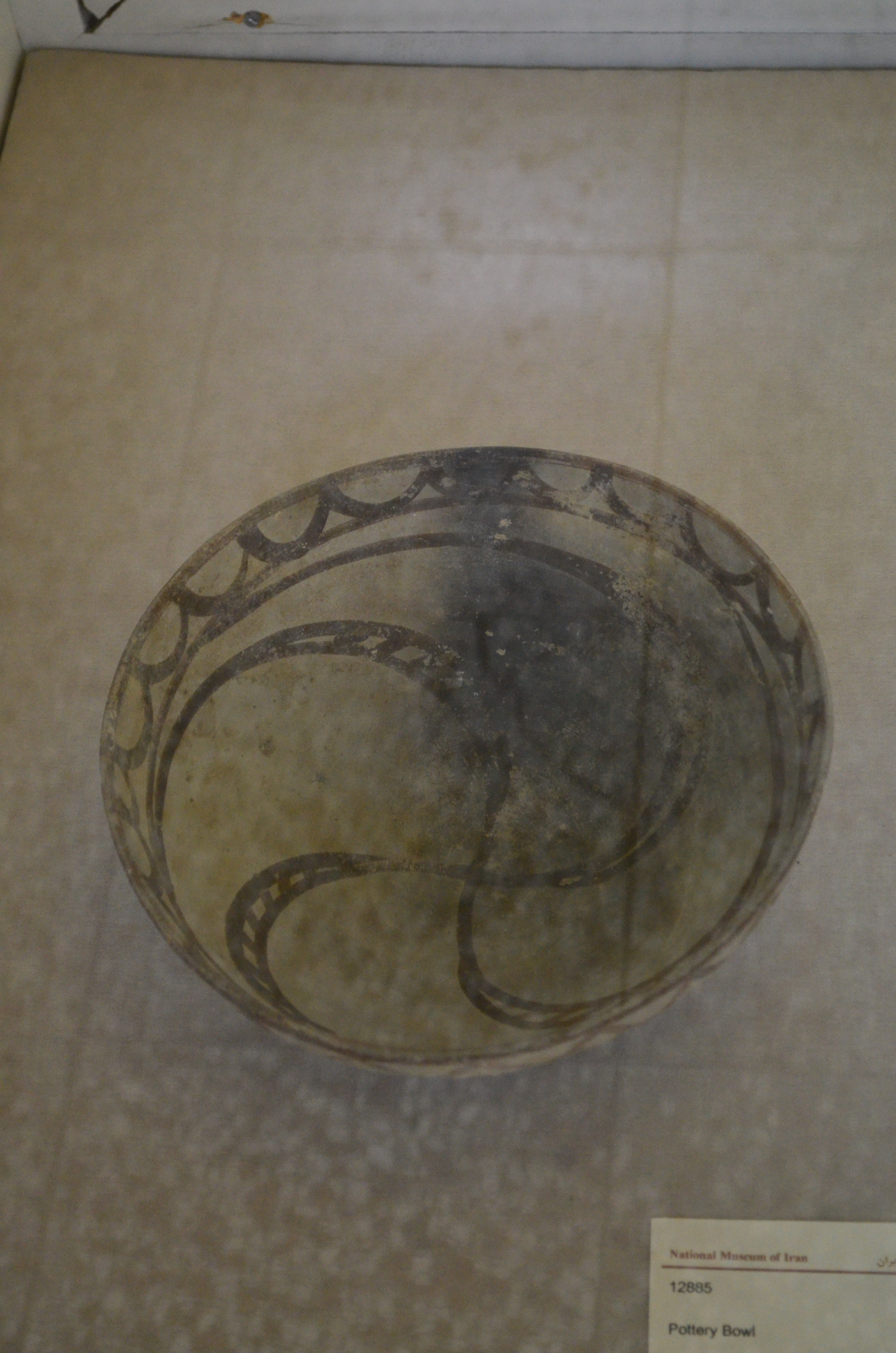
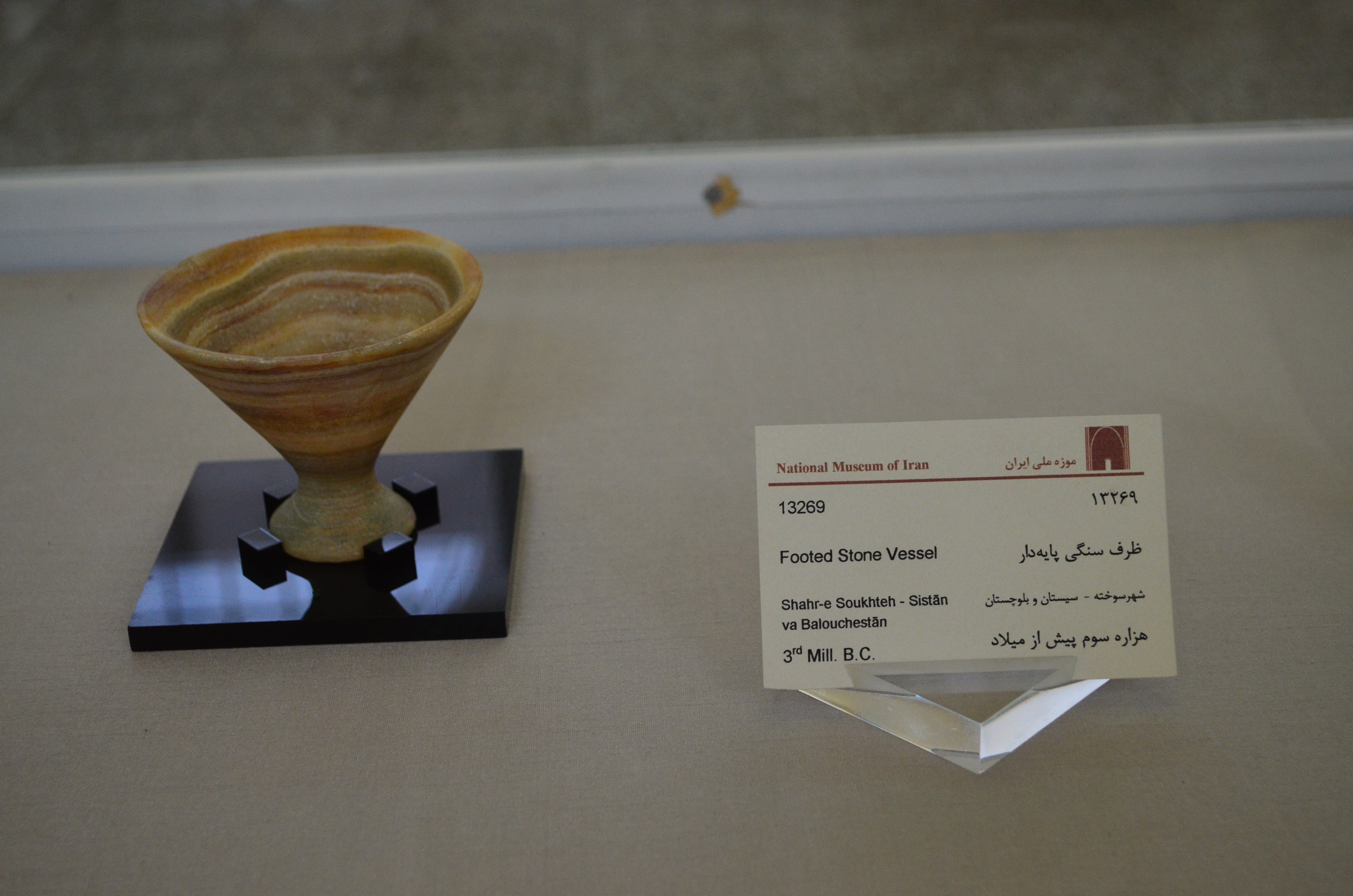
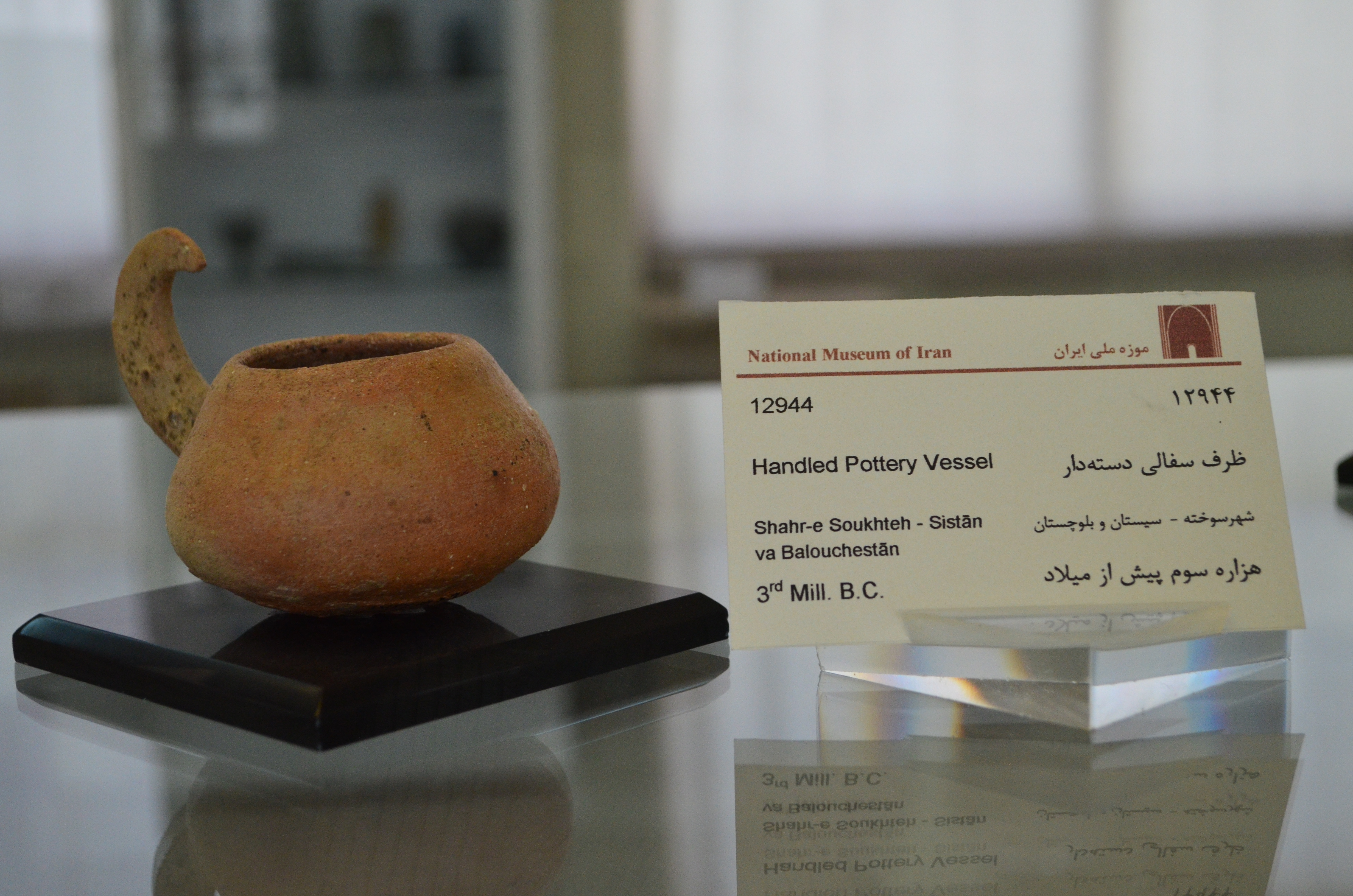